# ترام کانگری
گروه ترام کانگری (انگلیسی: Teram Kangri) توده‌کوهی در منطقه دوردست سیاچن موزتاق از زیررشته‌های رشته‌کوه قره‌قروم است. ترام کانگری ۱ بلندترین قله این گروه و بلندترین نقطه سیاچن موزتاق است که در مرز چین و منطقه مورد مناقشه یخچال سیاچن در نزدیکی خط کنترل میان هند و پاکستان قرار دارد. بخش شمال‌شرقی کوه در منطقه تحت کنترل چین و بخش جنوب‌غربی در منطقه مورد مناقشه سیاچن قرار دارد که اکنون تحت کنترل هند است.

## قله‌ها و صعودها
- ترام کانگری ۱ (۷٬۴۶۲ متر)، نخستین صعود در سال ۱۹۷۵ توسط کوهنوردان ژاپنی
- ترام کانگری ۲ (۷٬۴۰۷ متر)، نخستین صعود در سال ۱۹۷۸ توسط کوهنوردان ارتش هند
- ترام کانگری ۳ (۷٬۳۸۲ متر)، ۷۳مین کوه بلند دنیا، نخستین صعود در سال ۱۹۷۹ توسط کوهنوردان ژاپنی